# Fiodor Poletajew
Fiodor Andrianowicz Poletajew (ros. Фёдор Андриа́нович Полета́ев, ur. 1 maja?/14 maja 1909 we wsi Katino, obecnie w obwodzie riazańskim, zm. 2 lutego 1945 k. miasta Cantalupo Ligure) – radziecki żołnierz, uczestnik włoskiego ruchu oporu, odznaczony pośmiertnie Złotą Gwiazdą Bohatera Związku Radzieckiego (1962).

## Życiorys
Urodził się w rodzinie chłopskiej. Miał wykształcenie podstawowe. W 1931 został powołany do Armii Czerwonej, po odbyciu służby wojskowej i demobilizacji pracował jako kowal w kołchozie. Po ataku Niemiec na ZSRR ponownie został zmobilizowany i skierowany do 78 Dywizji Strzeleckiej (późniejszej 9 Gwardyjskiej Dywizji Strzeleckiej), od listopada 1941 walczył na froncie, uczestniczył m.in. w bitwie pod Moskwą. Latem 1942 nad Donem dywizja, w której walczył, znalazła się w okrążeniu, a on sam, ranny, dostał się do niewoli. Był więziony w obozach na terenie Polski, Jugosławii i Włoch.
W 1944 z pomocą włoskich komunistów uciekł z obozu w pobliżu Genui i przyłączył się do partyzantów Ligurii ukrywających się w górach. Został członkiem brygady „Oreste” w składzie dywizji partyzanckiej „Pinan Cichero”, przybierając pseudonim „Poetan”. Brał udział w wielu akcjach partyzanckich. Na początku 1945 Niemcy przygotowali ostateczną rozprawę z liguryjskimi partyzantami i wysłali karną ekspedycję. 2 lutego 1945 doszło do bitwy z partyzantami, którzy podjęli zaciekłą obronę i mimo przewagi Niemców zmusili przeciwników do defensywy. W pewnym momencie Poletajew nakazał Niemcom rzucić broń i poddać się. Niemcy zaczęli składać broń i podnosić ręce, jednak jeden z nich nagle strzelił z karabinu, trafiając w gardło Poletajewa, który zginął.
Został pochowany w Rocchetta Ligure, a po wojnie z Genui. Jego imieniem nazwano ulicę w Riazaniu, gdzie 24 grudnia 1970 odsłonięto jego pomnik. We Włoszech jego pomnik postawiono w Cantalupo Ligure i w Genui.

## Odznaczenia
- Złota Gwiazda Bohatera Związku Radzieckiego (pośmiertnie, 26 grudnia 1962)
- Order Lenina (pośmiertnie, 26 grudnia 1962)
- Złoty Medal za Męstwo Wojskowe (Włochy, pośmiertnie 16 marca 1947)
- Medal Garibaldiego (Włochy, pośmiertnie)